# Góry Bukowe

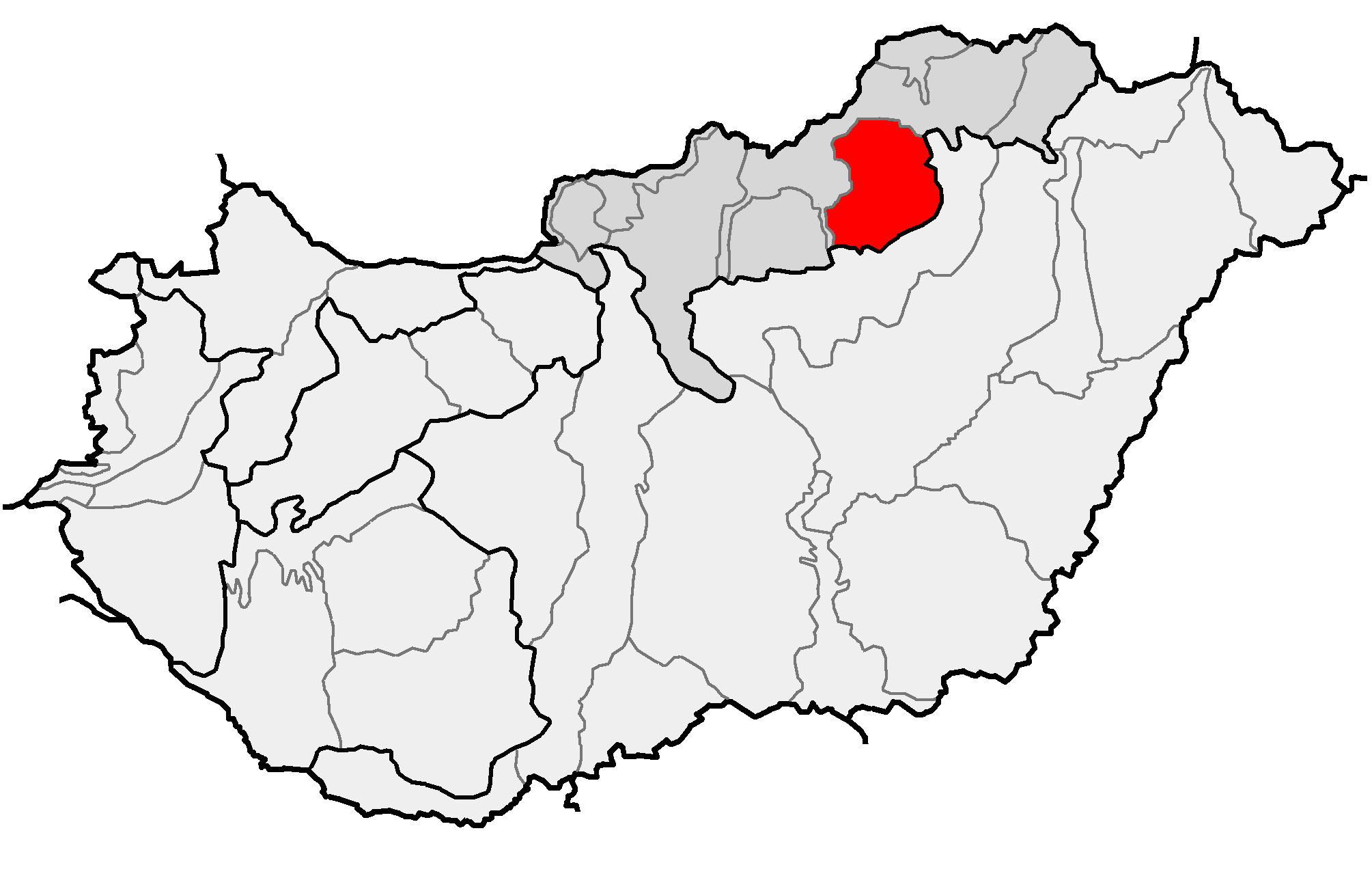
Położenie na mapie Węgier

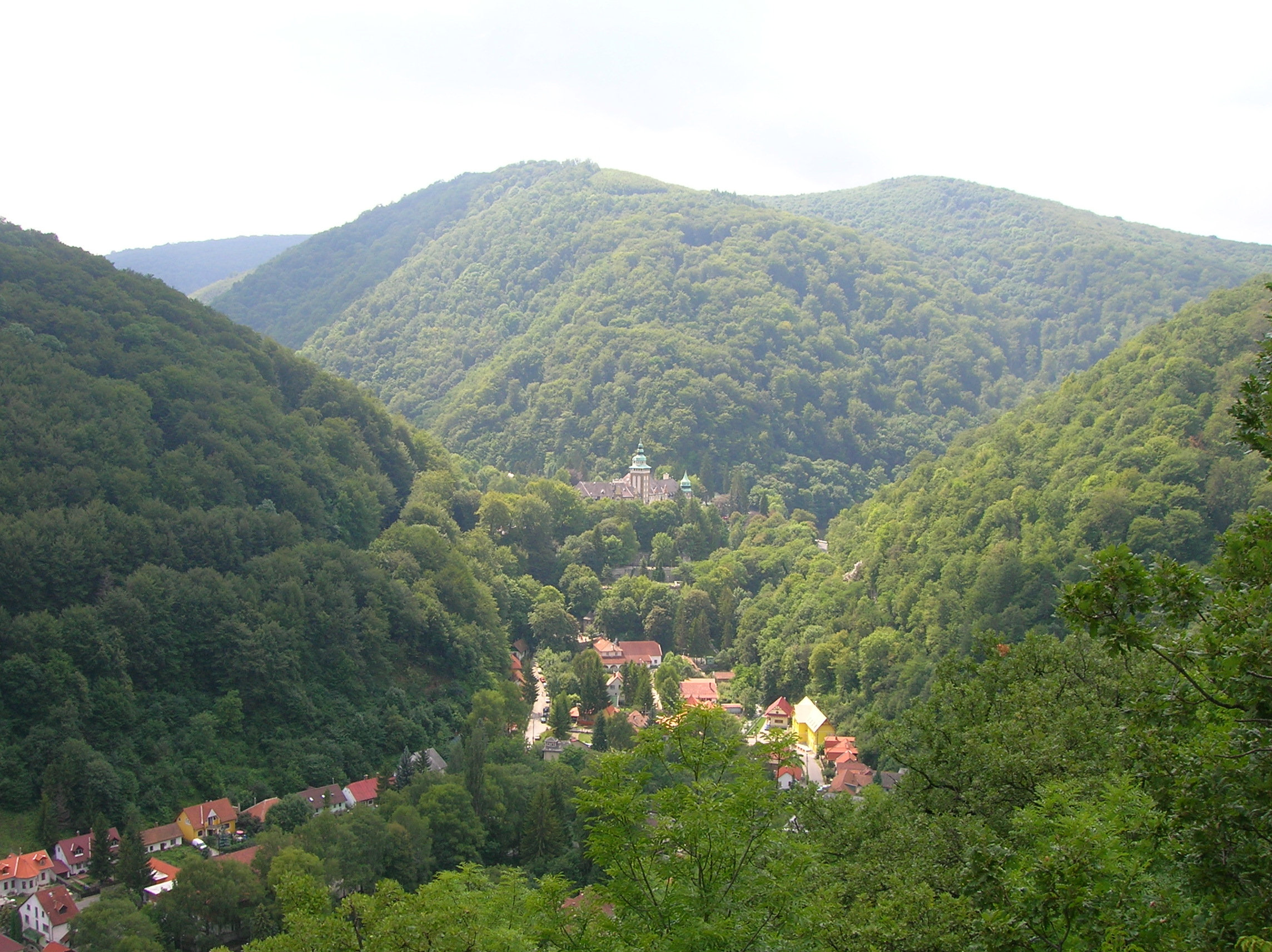
Lillafüred w Górach Bukowych

Góry Bukowe (517.2; węg. Bükk hegység) – grupa górska w Wewnętrznych Karpatach Zachodnich, zaliczana w skład Średniogórza Północnowęgierskiego. Położone w całości na Węgrzech, zajmują obszar o długości ok. 60 km i szerokości do 50 km. Góry Bukowe leżą między górami Mátra, pogórzem Aggtelek, górami Cserehát i Górami Zemplińskimi, pomiędzy miastami Eger i Miszkolc. W XVIII w. intensywnie eksploatowane przemysłowo. Od 1976 ich środkowa część jest parkiem narodowym (Park Narodowy Gór Bukowych). Obecnie są popularnym rejonem ruchu turystycznego, a w zimie – nawet narciarstwa. Udostępnia je m.in. funkcjonująca od grudnia 1921 r. kolej wąskotorowa na trasie Miszkolc – Fáskert – Papírgyár – Lillafüred – Garadna długości 18 km. Inne koleje wąskotorowe w Górach Bukowych: kolej w Felsőtárkány o dł. 5 km i kolej w Szilvásvárad, także długa na 5 km, która jest najpopularniejszą koleją na Węgrzech.

## Budowa geologiczna
Budowa gór jest zróżnicowana. Niższe partie przedgórza zbudowane są głównie z andezytów, piaskowców i ryolitów, centralna część masywu z wapieni. Najstarsze skały pochodzą z karbonu i permu. Szczyty wyższych partii o kształcie kopuł, miejscami dosyć urwiste. Najwyższy szczyt to Szilvási-kő (961 m), ale obok Istállós-kő (959 m), Bálvány (956 m) i Tar-kő (949 m) jeszcze 20 szczytów wznosi się na wysokość powyżej 900 m n.p.m. Najbardziej interesująca część gór to wielki wapienny płaskowyż Bükk-fennsík, opadający na wszystkie strony stromymi zboczami i ścianami skalnymi. Podzielony on jest doliną potoku Garadna na dwie części: Mały i Duży Płaskowyż. Występują tam liczne zjawiska krasowe, w tym leje krasowe. Wnikająca w nie woda odprowadzana jest do skomplikowanego i gęstego systemu wód podziemnych, tworzącego sieć jaskiń, a następnie wypływa u podnóży gór w źródłach, z których zaopatruje się w wodę pół miliona żyjących w pobliżu ludzi.

## Flora i fauna
Masyw porastają lasy bukowe (w wyższych partiach) oraz dąbrowy (zwłaszcza od strony południowej). Flora tych gór charakteryzuje się występowaniem wielu gatunków storczykowatych. W najniższych położeniach lasy zostały zastąpione przez uprawy, głównie przez sady owocowe.
Fauna Gór Bukowych należy do najbogatszych na Węgrzech. Z dużych ssaków występują tu jeleń, sarna, dzik, a na skalnych urwiskach introdukowane muflony. Z większych drapieżników spotkamy tu borsuki, lisy i bardzo rzadkie już rysie. Żyje tu również wiele gatunków ptaków; z dużych drapieżników wymienić należy orła przedniego, jastrzębia gołębiarza, raroga i puchacza.

## Jaskinie
Obecnie znane są 853 jaskinie o łącznej długości korytarzy przekraczającej 35 km. Wśród nich znajduje się najgłębsza z węgierskich jaskiń – głęboka na 250 metrów jaskinia István-lápa. 45 jaskiń jest chronionych z powodu specyficznego mikroklimatu oraz towarzyszącej mu fauny. Wiele spośród tych jaskiń można odwiedzić bez specjalnych kwalifikacji, np. Anna-barlang (Jaskinia Anny), István-barlang (Jaskinia Stefana), Szeleta-barlang, Kecske-lyuk, Istállós-kői-barlang. Słynne kąpielisko jaskiniowe Barlangfürdő w Miskolctapolcy jest zasilane przez wodę z gorących źródeł.
W kilku jaskiniach (Szeleta-barlang, Kecske-lyuk, Suba-lyuk, Istállós-kő) dokonano odkryć z czasów prehistorycznych. Badania wskazują, że jaskinie te były zamieszkiwane przez przodków człowieka już ok. 100-150 tysięcy lat temu. Odkryto w nich liczne ślady pobytu człowieka pochodzące z epoki kamienia. Jedna z kultur neolitycznych, charakteryzująca się występowaniem dużych, bogato zdobionych naczyń glinianych, od miejsca odkrycia została nazwa kulturą bukowogórską.

## Turystyka
W Górach Bukowych znajdują się oznakowane trasy turystyczne i trasy rowerowe.

### Warto zwiedzić
- Lillafüred – Pałac Palota i jezioro Hámori, jaskinie;
- Dolina Szalajka z Muzeum Leśnym, niewielkim skansenem prezentującym gospodarkę leśną, zagrodami ze zwierzyną łowną i hodowlą pstrągów;
- Bánkút – trasy narciarskie;
- Wielka polana;
- Jaskinia Szeleta;
- Jaskinia Udvarkő;
- Ómassa – stara huta, hodowla pstrągów;
- Góra Bélkő;
- Kościół i ruiny opactwa cystersów w Bélapátfalva;
- Góra Tar o wysokości 949 m z widokiem na Nizinę Węgierską;
- Jaskinia Kecske-lyuk;
- Ruiny klasztoru w Szentlélek;
- Ruiny zamku w Dédestapolcsány;
- Wąwóz Sebes-víz;
- Koleje wąskotorowe: Lillafüred, Szilvásvárad, Felsőtárkány.

## Rozmieszczenie ludności
Wnętrze gór jest praktycznie niezamieszkane. Wsie rozłożyły się łańcuchem u ich podnóża lub w wylotach głęboko wciętych dolin. Ważniejsze okoliczne miejscowości to:
- na północy: Parasznya, Tardona, Dédestapolcsány, Mályinka, Nagyvisnyó
- na zachodzie: Eger, Felsőtárkány, Szarvaskő, Mónosbél, Bélapátfalva, Szilvásvárad
- na południu: Kisgyőr, Harsány, Bükkaranyos, Mocsolyás, Latorpuszta, Kács, Tibolddaróc, Cserépváralja, Cserépfalu, Bükkzsérc, Noszvaj, Felsőtárkány
- na wschodzie: Miszkolc, Vadna, Sajószentpéter, Sajóbábony
- w górach: Bükkszentkereszt, Répáshuta, Bükkszentlászló, Ómassa, Lillafüred